# Arklow-A-Klasse
Die Arklow-A-Klasse ist eine Küstenmotorschiffsklasse des Typs „Ferus Smit 8500-1A“. Die Schiffe wurden auf der niederländischen Werft Ferus Smit für die irische Reederei Arklow Shipping gebaut.

## Beschreibung
Die Baureihe basiert auf dem 2013 bis 2015 als Arklow-B-Klasse gebauten Schiffstyp „Ferus Smit 8400“. Die beiden Baureihen unterscheiden sich vor allem in der Bugform und der Kortdüse, mit der die Schiffe der A-Klasse ausgerüstet sind. Außerdem ist der Rumpf eisverstärkt (Eisklasse 1A).
Die Schiffe werden von einem Viertakt-Sechszylinder-Dieselmotor des Herstellers Caterpillar (Typ: MaK 6M25C) mit 2000 kW Leistung angetrieben. Der Motor wirkt auf einen Verstellpropeller mit Kortdüse. Die Schiffe sind mit einem elektrisch angetriebenen Bugstrahlruder mit 380 kW Leistung ausgerüstet. Für die Stromerzeugung stehen ein von der Hauptmaschine angetriebener Wellengenerator mit 389 kW Leistung und zwei von Yanmar-Dieselmotoren mit jeweils 220 kW Leistung angetriebene Generatoren zur Verfügung. Weiterhin wurde ein Notgenerator mit 104 kW Leistung verbaut.
Das Deckshaus befindet sich im hinteren Bereich der Schiffe. Vor dem Deckshaus befindet sich zwei Laderäume, die mit Stapellukendeckeln verschlossen werden. Die Lukendeckel können mithilfe eines Lukenwagens bewegt werden. Die Laderäume sind größtenteils boxenförmig. Laderaum 1 verjüngt sich im vorderen Bereich. Laderaum 1 ist 37,2 m lang, Laderaum 2 ist 49,5 m lang. Die Räume sind jeweils 12,33 m breit und 9,65 m hoch. Der Rauminhalt von Laderaum 1 beträgt 4034,9 m³, der von Laderaum 2 beträgt 5867,5 m². Laderaum 2 lässt sich mithilfe von Schotten unterteilen. Die Schotten können an sechs Positionen errichtet werden. Die Tankdecke kann mit 20 t/m², die Lukendeckel mit 1,75 t/m² belastet werden.
Die Schiffe sind mit neun Einzelkabinen für die Besatzungsmitglieder sowie einer weiteren Reservekabine ausgestattet. Die Reservekabine kann auch als Krankenstation genutzt werden.

## Schiffe
| Arklow-A-Klasse | Arklow-A-Klasse | Arklow-A-Klasse | Arklow-A-Klasse                   |
| Bauname         | Baunummer       | IMO-Nummer      | Stapellauf Ablieferung            |
| --------------- | --------------- | --------------- | --------------------------------- |
| Arklow Abbey    | 437             | 9851933         | 18. Juli 2019 30. September 2019  |
| Arklow Accord   | 438             | 9851945         | 22. November 2019 10. Januar 2020 |
| Arklow Ace      | 439             | 9851957         | 6. März 2020 9. Juni 2020         |
| Arklow Archer   | 440             | 9851969         | 12. Juni 2020 14. Juli 2020       |
| Arklow Arrow    | 441             | 9851971         | 18. Dezember 2020 5. Februar 2021 |
| Arklow Artist   | 442             | 9851983         | 30. April 2021 24. Juni 2021      |

Die Schiffe fahren unter der Flagge Irlands mit Heimathafen Arklow.